# Anne-Catherine Lacroix
 (novembre 2024).
 (novembre 2024).
Pour les articles homonymes, voir Lacroix.
Anne-Catherine Lacroix (parfois orthographiée Ann-Catherine Lacroix), née le 3 mars 1979 à Bruxelles, est une mannequin et photographe belge.

## Jeunesse et éducation
À 15 ans, elle est repérée dans le métro bruxellois par un agent de mannequin. Trop jeune, elle termine alors ses études secondaires pour partir à 18 ans à New York démarrer sa carrière de mannequin. Elle réalise en parallèle ses études universitaires et sort diplômée d’un master en sciences politiques, section relations internationales, à l’ULB, à 22 ans. l'Université libre de Bruxelles (ULB) à l'âge de 22 ans.

## Carrière de mannequin
Depuis 1998, elle prête son visage aux éditions des magazines internationaux et collabore avec les créateurs de mode pour leurs défilés et campagnes publicitaires.
Elle est photographiée par de grands photographes (Steven Meisel, Inez & Vinoodh, Karl Lagerfeld, Craig McDean, David Armstrong, Mario Sorrenti, Mario Testino, David Sims, Paolo Roversi, Alastair Mc Lellan, Mert Alas and Marcus Piggort, Sølve Sundsbø (en), Horst Diekgerdes, Terry Richardson, David Armstrong, Michael Thompson, Patrick Demarchelier, Willy Vanderperre, Jamie Hawkesworth, etc.)
Elle figure régulièrement dans les éditions de Vogue Paris, Vogue Italia, Vogue US, British Vogue, Vogue Germany, Vogue Japan, Vogue Korea, Harper’s Bazar USA, W, V, ''Numéro, Self Service, Interview, ID, The Face, Dazed and Confused, Another Magazine, Pop, WSJ, M le Monde, etc.
Elle réalise les une de plusieurs magazines : Vogue Paris en 2002, photographiée par Inez & Vinoodh, Vogue Italia en 2003 et 2004 photographiée par Steven Meisel, Self Service en 2023 photographiée par Allastair Mc Lellan…
En 1999, elle rencontre Nicolas Ghesquière chez Balenciaga. Commence alors une collaboration entre le mannequin et le créateur : défilés, shooting, campagnes publicitaires photographiées par Inez & Vinoodh.
Elle collabore aussi durant un temps avec Karl Lagerfeld sur des défilés Chanel et Karl Lagerfeld Gallery. Karl Lagerfeld la photographie pour ses marques et pour les éditions de Vogue.
Marc Jacobs la fait défiler à plusieurs reprises pour ses marques Marc Jacobs et Marc by Marc Jacobs et pour Louis Vuitton dont il fut le directeur artistique.
Anne-Catherine Lacroix prête son visage à des marques telles que Balenciaga, Louis Vuitton, Exté, Cerruti, Miu Miu, Hermès, Jil Sander, Raf Simmons, Yves Saint Laurent Beauté, Pucci, Proenza Schouler, Courrèges, etc.
Depuis la fin des années 1990, Anne-Catherine marche sur des podiums à Paris, Milan, New York, Londres pour des marques comme : Chanel, Balenciaga, Louis Vuiton, Dior, Bottega Venetta, Fendi, Missoni, Prada, Miu Miu, Gucci, Celine, Loewe, Marc Jacobs, Burberry, Alexander Mc Queen, Yohji Yammamoto, Comme des Garçons, Dries Van Noten, Ungaro, Balmain, Rick Owens, Schiaparelli, Hugo Boss, Proenza Schouler, Michael Kors, Marni, Nina Ricci, Givenchy, Calvin Klein, Helmut Lang, Pucci, Cerruti, Max Mara, Ami, Courrèges, Sacai, etc.
En 2022, Nicolas Di Felice, qu’elle avait rencontré lors de leurs années « Balenciaga » la choisit pour incarner la campagne Courrèges, photographiée par David Sims. Depuis, Anne-Catherine défile pour la marque chaque saison.
En décembre 2024, Anne-Catherine Lacroix apparaît en couverture du magazine Numéro 250, photographiée par Sølve Sundsbø (en).

## Projets artistiques et photographie
En plus du mannequinat, Anne-Catherine Lacroix est une photographe. Elle a collaboré avec le styliste belge Benoît Béthune sur des projets d'autoportraits explorant les thèmes de l'identité et de l'humour, inspirés des œuvres de Cindy Sherman.
Entre 2014 et 2017, elle est associée au développement d’Island,, un espace d’art basé à Bruxelles dédié aux artistes internationaux émergents. Là, elle a organisé des expositions, des conférences et des projections.

## Vie privée
À partir de 2007, Anne-Catherine ralentit sa carrière pour se consacrer à ses filles et ses projets personnels autour de l’Art.
Elle continue aujourd’hui à collaborer régulièrement avec les créateurs sur des projets spécifiques.

## Étude
En 2002, elle obtient un master en sciences politiques, section relations internationales, à l’Université Libre de Bruxelles.
En 2022, elle obient un diplôme de naturopathie de l’Institut européen de médecine naturelle.

## Vie personnelle
Anne-Catherine Lacroix a deux filles, Alaska née en 2007, et Cy née en 2012.

## Représentation
Elle est représentée par :
- Elite Model Management (Paris et Milan)[10],[11]
- Modèles d'identité (New York)
- Hakim Model Management (son agence mère)[12]